# Wavellit
Wavellit je minerál ze skupiny fosfátů. Často je nacházen v podobě tzv. hvězdic, neboli radiálně paprsčitých shluků drobných jehlic krystalů, nazelenalé barvy. Roku 1805 jej popsal William Babington a pojmenoval na počest anglického lékaře a přírodovědce Williama Wavella, který na něj upozornil mineralogy. Jeho monoklinický Fe3+ analog je nerost allanpringit.

## Vznik
Jedná se o sekundární minerál z Al-bohatých nizkoteplotních metamorfovaných hornin na fosfátovo-limonitických ložiscích. Vzácněji se může vyskytovat jako minerál pozdní krystalizační fáze na hydrotermálních žilách.

## Vlastnosti
- Fyzikální vlastnosti: Tvrdost 3,5–4, křehký, hustota 2,36 g/cm³, štěpnost dokonalá podle {110} a dobrá podle {101}, lom - nezřetelný až lasturnatý.
- Optické vlastnosti: Barvu má velmi světle žlutou, světle zelenou až žlutozelenou, vryp bílý, lesk skelný až perleťový, pod vlnami UV světla je fluorescentní s velmi výraznou žlutomodrou barvou.
- Chemické vlastnosti: Složení: Al 19,20 %, P 14,70 %, H 3,11 %, O 60,74 %, F 2,25 %, je rozpustný v kyselinách, detergentech, NH4OH a je netavitelný. Zahřátím v uzavřené zkumavce uvolňuje vodu.

## Výskyt
- Třenice, okres Beroun, Česko
- Vígľašská Huta, okres Zvolen, Slovensko
- Mount Ida, Arkansas (oblast v Ouachita Mountains), USA

## Parageneze
Často v asociaci s crandallitem, limonitem nebo variscitem.

## Využití
Wavellit je velmi krásný a atraktivní nerost, který je žádaným mezi sběrateli. Vzhledem k obsahu PO4 skupiny se může společně s dalšími fosfáty používat pro výrobu hnojiv a dalších látek.